# گروه چاینا اوشنواید
گروه چاینا اوشنواید (انگلیسی: China Oceanwide Group) شرکت خوشه‌ای چینی است، که در سال ۲۰۰۵ توسط لو ژیاکیانگ تأسیس شد.